# Stir-up Sunday

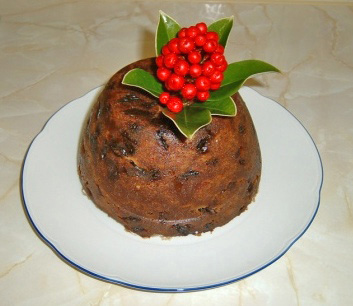
Traditionnellement, la préparation du Christmas pudding commence au Stir-up Sunday.

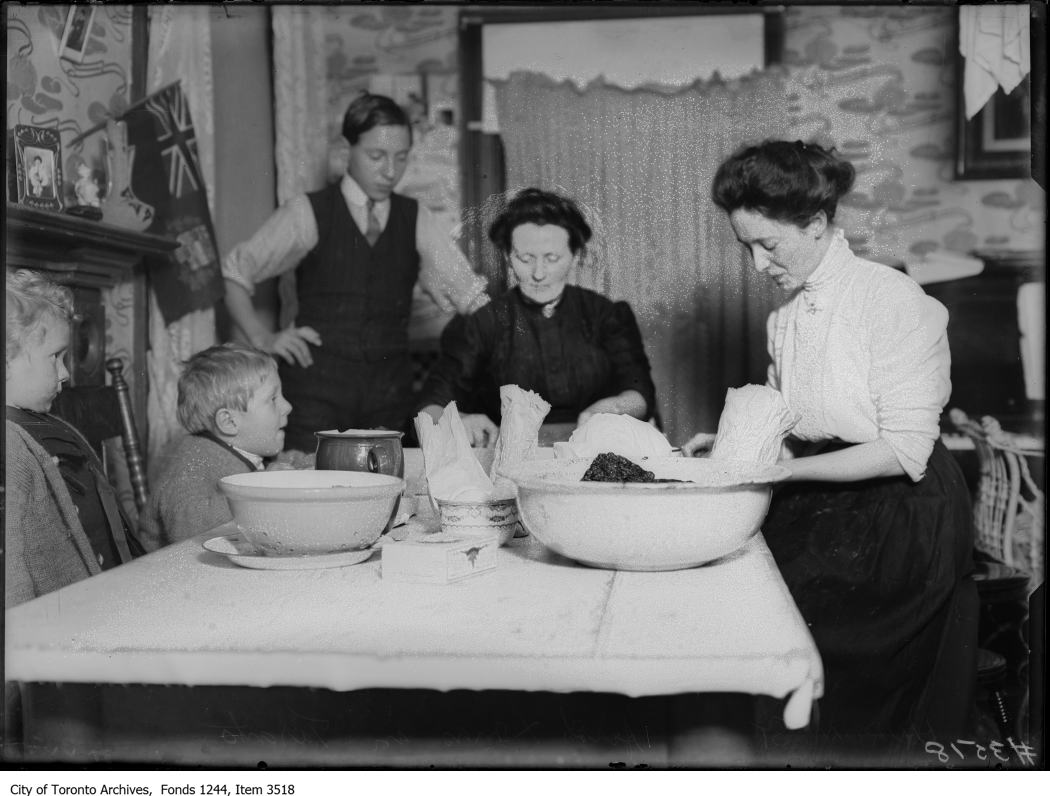
Faisant le Christmas pudding de 1910 à Toronto

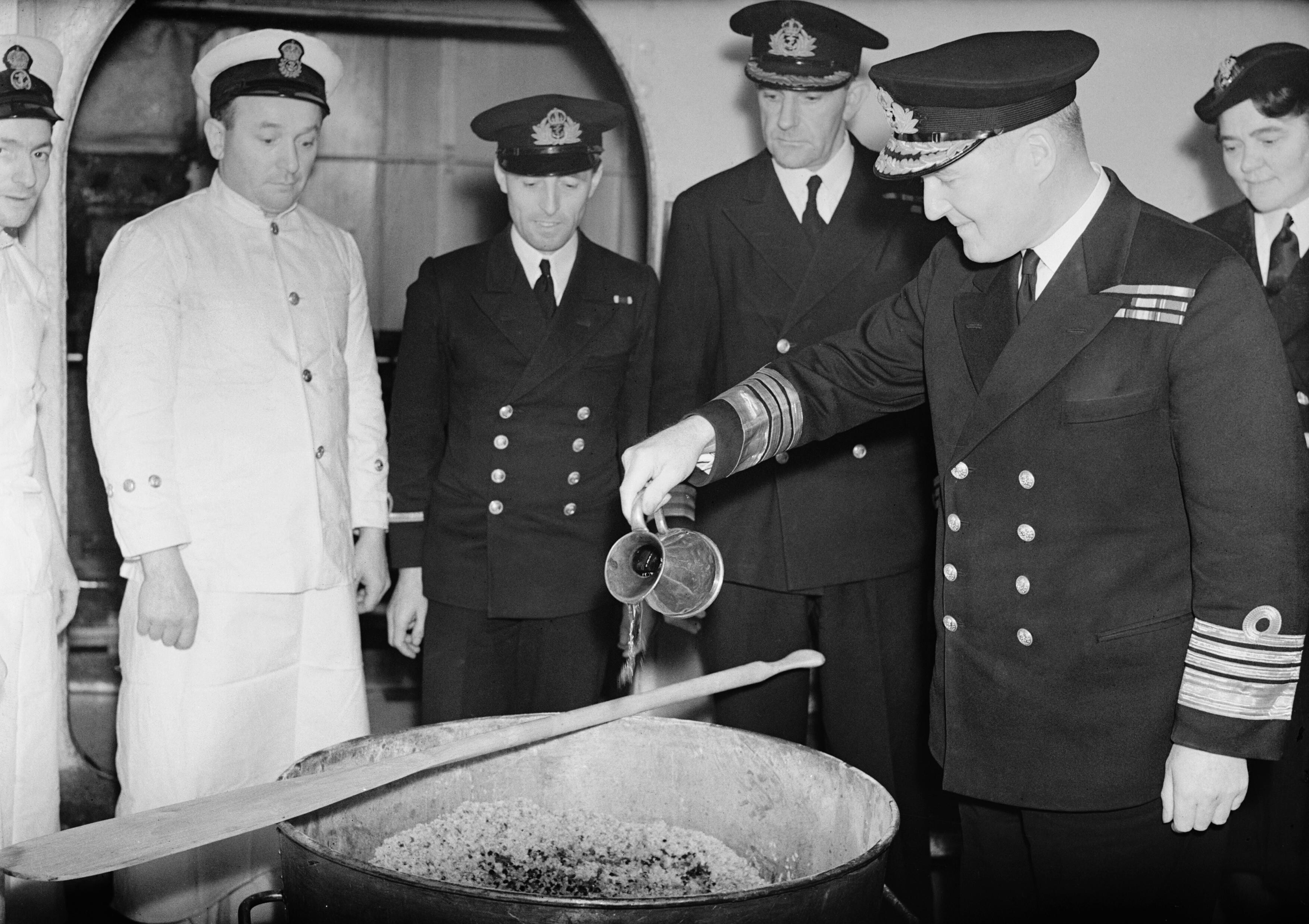
L'amiral Sir Bruce Fraser, commandant en chef de la Home Fleet britannique, verse du rhum dans le mélange pour le Christmas pudding de 1943 à bord du. Le mélange sera agité avec une pagaie d'un radeau de sauvetage (novembre 1943).

Le Stir-up Sunday est le jour associé à la préparation du Christmas pudding (« pudding de Noël »), qui se fait traditionnellement ce jour-là. Stir-up Sunday est un terme informel pour désigner le dernier dimanche avant la période de l'Avent, dans de l'année liturgique de l'Anglicanisme.
Il tire son nom du début de la collecte de ce jour dans le Book of Common Prayer,, :
« Stir up, we beseech thee, O Lord, the wills of thy faithful people; that they, plenteously bringing forth the fruit of good works, may of thee be plenteously rewarded »
— Book of Common Prayer, Collects : The Twenty-Fifth Sunday after Trinity

« Excite, nous t'en supplions, ô Seigneur, les mouvements de la volonté de tes fidèles; afin que, portant en abondance les fruits de bonnes œuvres, ils obtiennent de toi une abondante récompense »
— Livre du prieres publiques, Collectes : Le vingt-cinquième dimanche après la Trinité (traduit 1662)
En jouant sur les mots — le verbe to stir signifiant « remuer, faire bouger » — l'expression liturgique est associée à la préparation du Christmas pudding qu'on commence traditionnellement ce jour-là.
Le Christmas pudding est l'une des principales traditions britanniques de Noël et on dit qu'il a été introduit en Grande-Bretagne par le prince Albert, époux de la reine Victoria (en réalité, la version sans viande a été introduite d'Allemagne par George Ier en 1714). La plupart des recettes de Christmas pudding exigeant qu'il soit cuit bien avant Noël, puis réchauffé le jour de Noël, la collecte du jour sert de rappel utile.